# Глазго (Кентуккі)
Глазго (англ. Glasgow) — місто (англ. city) в США, в окрузі Беррен штату Кентуккі. Населення — 15 014 особи (2020).

## Географія
Глазго розташоване за координатами 37°0′17″ пн. ш. 85°55′33″ зх. д. / 37.00472° пн. ш. 85.92583° зх. д. (37.004842, -85.925876).  За даними Бюро перепису населення США в 2010 році місто мало площу 40,22 км², з яких 40,01 км² — суходіл та 0,21 км² — водойми.

## Демографія
Згідно з переписом 2010 року, у місті мешкало 14 028 осіб у 5994 домогосподарствах у складі 3619 родин. Густота населення становила 349 осіб/км².  Було 6710 помешкань (167/км²).
Расовий склад населення:
| - 86,1 % — білих - 8,0 % — чорних або афроамериканців - 0,8 % — азіатів - 0,2 % — вихідців з тихоокеанських островів - 0,1 % — корінних американців - 2,1 % — осіб інших рас |

До двох чи більше рас належало 2,7 %. Частка іспаномовних становила 4,3 % від усіх жителів.
За віковим діапазоном населення розподілялося таким чином: 22,2 % — особи молодші 18 років, 58,2 % — особи у віці 18—64 років, 19,6 % — особи у віці 65 років та старші. Медіана віку мешканця становила 40,7 року. На 100 осіб жіночої статі у місті припадало 84,7 чоловіків;  на 100 жінок у віці від 18 років та старших — 80,3 чоловіків також старших 18 років.
Середній дохід на одне домашнє господарство  становив 42 320 доларів США (медіана — 27 555), а середній дохід на одну сім'ю — 51 843 долари (медіана — 36 396). Медіана доходів становила 35 136 доларів для чоловіків та 26 517 доларів для жінок. За межею бідності перебувало 25,8 % осіб, у тому числі 34,8 % дітей у віці до 18 років та 16,6 % осіб у віці 65 років та старших.
Цивільне працевлаштоване населення становило 5325 осіб. Основні галузі зайнятості: виробництво — 25,0 %, освіта, охорона здоров'я та соціальна допомога — 21,6 %, роздрібна торгівля — 12,5 %, мистецтво, розваги та відпочинок — 11,0 %.